# Alexandra Orlando
Alexandra Orlando, née le 19 janvier 1987 à Toronto (Canada), est une gymnaste canadienne pratiquant la gymnastique rythmique. Elle mesure 1,70 m pour 58 kg.